# Hortobágyi Margit (rendező)
Hortobágyi Margit (Szeged, 1922. augusztus 8. – 1995 után?) magyar színházi rendező, Bálint György színész és rendező felesége.

## Életútja
1943-ban szerezte meg ének-zene tanári diplomáját, majd 1946-ban a Szegedi Nemzeti Színházhoz került. 1949-től rendezői szakon végzett el két évet. Dolgozott Pécsett, majd 1957-től a szolnoki Szigligeti Színháznál, 1960-1963-ban a kaposvári Csiky Gergely Színháznál is dolgozott rendezőként. Később 1977-ig mint a győri Kisfaludy Színház rendezője működött. Főként operetteket és zenés játékokat tűzött műsorra. 

## Főbb rendezései
- Huszka Jenő: Bob herceg
- Kálmán Imre: Marica grófnő
- Csokonai Vitéz Mihály: Özvegy Karnyóné